# Tabanus xuthopogon
Tabanus xuthopogon är en tvåvingeart som beskrevs av David Fairchild 1985. Tabanus xuthopogon ingår i släktet Tabanus och familjen bromsar.
Artens utbredningsområde är Peru. Inga underarter finns listade i Catalogue of Life.